# Ольвійський провулок
Ольві́йський прову́лок — провулок у Голосіївському районі міста Києва, місцевість Ширма. Пролягає від Мистецької вулиці до Краматорської вулиці.
Прилучаються вулиця Володимира Самійленка і проїзд до вулиці Генерала Момота.

## Історія
Провулок виник у середині XX століття.
З 1950-х років до 2022 року провулок мав назву Холмогорський від розташованої поряд Холмогорської вулиці.
Сучасну назву провулок одержав 25 серпня 2022 року, на честь давньогрецької колонії Ольвія.